# Giacomo Benfatti
Giacomo Benfatti (Mantova, 1250 – Mantova, 19 novembre 1332) è stato un vescovo cattolico italiano.

## Biografia
Nato da una nobile famiglia mantovana entrò nell'ordine dei frati Domenicani e fu consigliere del Papa Benedetto XI, venendo da lui nominato vescovo di Mantova nel 1304.
Durante il suo episcopato si prese cura degli appestati e dei sofferenti e si prodigò per la pacificazione delle famiglie della città.
Alla caduta dei Bonacolsi, ebbe rapporti molto stretti con Luigi Gonzaga, nuovo signore della città, al quale fece consistenti donazioni.
Morì nel 1332 e su seppellito nella cattedrale di San Pietro dove viene venerato come beato dal 1823, sotto il pontificato di Pio IX.